# Sophienhof (Irlbach)
Sophienhof ist ein Ortsteil der Gemeinde Irlbach im niederbayerischen Landkreis Straubing-Bogen.

## Lage
Sophienhof liegt im Gäuboden am Entauer Graben etwa drei Kilometer nordwestlich von Irlbach.

## Geschichte
Der zugrundeliegende Hof hieß ursprünglich Hiendlhof oder Hörnlhof und war einschließlich der Thomaskapelle Besitz der Grafen von Bogen. Später gehörte er dem Kloster Osterhofen und nach dessen Auflösung 1764 mit der Gerichtsbarkeit dem Damenstift Osterhofen.
1811 war der Hiendlhof Teil des Steuerdistrikts Schambach. Bei der Gemeindebildung kam er 1821 unter dem neuen Namen Sophienhof zur Gemeinde Amselfing. Bei deren Auflösung im Zuge der Gebietsreform in Bayern am 1. Mai 1978 wurde der Gemeindeteil Sophienhof ebenso wie das benachbarte Entau der Gemeinde Straßkirchen angegliedert. Bei der Wiederherstellung der Gemeinde Irlbach im Jahr 1983 wurde Sophienhof schließlich dieser Gemeinde zugeordnet. 1987 hatte der Weiler 29 Einwohner. Kirchlich gehört Sophienhof zur Pfarrei Pfelling am anderen Ufer der Donau.

## Sehenswürdigkeiten
- Filialkirche St. Thomas von Canterbury. Die romanische Anlage stammt aus dem 12. Jahrhundert. Das Langhaus wurde im 18. Jahrhundert ausgebaut.

## Vereine
- Jagdgenossenschaft Entau/Sophienhof - Irlbach